# Bert Bouma (voetballer)
Bert Bouma (Hillegom, 7 februari 1930 – Sneek, 28 februari 2022) was een Nederlands voetballer.
Bouma begon op zijn zestiende met voetballen bij VV Flevo en werd door VV Sneek in 1955 opgemerkt en ingelijfd. Nadien begon Bouma te voetballen bij Veendam waar hij in het seizoen 1960/61 topscorer werd samen met Willy Wilbers. In zijn tweede seizoen bij Veendam kreeg Bouma een zware blessure. Na zijn blessure vertrok hij naar sc Heerenveen waar hij door aanhoudend blessureleed een punt achter zijn spelersloopbaan zette.
Midden jaren 80 begon Bouma als trainer bij VV Hubert Sneek zonder de juiste papieren. De betrokken partijen werden door de KNVB ingelicht dat de juiste papieren ontbraken en dat zij per 1 april 1986 in overtreding zouden zijn als Bouma het trainersvak zou blijven uitoefenen. Een aantal functionarissen van VVON-Friesland zaten in de bosjes om te bewijzen dat Bouma en Hubert Sneek in overtreding waren. Hierna trainde Bouma nog een aantal clubs. Nadien begon hij een kalverveehouderij.
Bouma trouwde met Geeske Jaasma uit Sneek, met wie hij twee zonen en een dochter kreeg. Zijn vrouw overleed in 1999. Bouma overleed in 2022 op 92-jarige leeftijd in zijn woonplaats Sneek.